# Dialysis dispar
Dialysis dispar är en tvåvingeart som beskrevs av Jacques-Marie-Frangile Bigot 1879. Dialysis dispar ingår i släktet Dialysis och familjen vedflugor. Inga underarter finns listade i Catalogue of Life.